# Albatross Glacier
Albatross Glacier är en glaciär i Antarktis. Den ligger i Östantarktis. Nya Zeeland gör anspråk på området. Albatross Glacier ligger 776 meter över havet.
Terrängen runt Albatross Glacier är kuperad söderut, men norrut är den bergig. Havet är nära Albatross Glacier åt sydväst. Trakten är obefolkad. Det finns inga samhällen i närheten. 